# Vetenskapsåret 1722

## Händelser
- René Antoine Ferchault de Réaumur publicerar sitt verk om metallurgi, L'Arte de convertir le fer forge en acier, som beskriver hur man gör järn till stål.
- George Graham utvecklar en metod för att kompensera en pendel med en kvicksilvertyngd.
- George Graham observerar att jordens magnetfält varierar dagligen.

## Födda
- 3 januari - Fredrik Hasselquist (död 1752), svensk botaniker, en av Linnés lärjungar.
- 14 februari - Georg Christian Füchsel (död 1773), tysk geolog.
- 23 december - Axel Fredrik Cronstedt (död 1765), svensk kemist och mineralog.
- Eliza Lucas (död 1793), amerikansk agronom.

## Avlidna
- 20 maj - Sébastien Vaillant (född 1669), fransk botaniker och mykolog.